# Lewisville (Teksas)
Lewisville – miasto w Stanach Zjednoczonych, w stanie Teksas, w hrabstwie Denton. Według spisu w 2020 roku liczy 111,8 tys. mieszkańców. Jest częścią metropolii Dallas–Fort Worth. Obszar miasta obejmuje 15,7 km² jeziora Lewisville.

## Historia
Miasto uzyskało prawa miejskie 15 stycznia 1925 roku, lecz jego historia sięga osiemdziesięciu lat wstecz, bowiem pierwsi osadnicy sprowadzili się na ten obszar w 1844 roku.

## Demografia
W 2020 roku 41,6% populacji to biali (nie licząc Latynosów), 31,5% to Latynosi, 13,6% to czarni lub Afroamerykanie, 10,4% miało pochodzenie azjatyckie, 4,2% było rasy mieszanej i 0,6% to rdzenna ludność Ameryki.